# Steven Warner
Steven Warner ―nacido en Greenford, un suburbio al oeste de Londres (Inglaterra) en 1966― es un actor y técnico en efectos especiales británico.
Después de trabajar en varios comerciales de la televisión londinense, fue contratado para protagonizar la película El principito (de 1974), por la que es recordado. Fue nominado a los premios Globo de Oro como «actor más prometedor».
Participó en obras de teatro en Londres y en varias películas estadounidenses.
Desde 1994 trabaja en efectos especiales cinematográficos.
En los años 2000 trabajó como tripulación de cabina en la empresa aérea British Airways.

## Filmografía
- 1974: El principito,[3] adaptación cinematográfica de la novela del escritor francés Antoine de Saint-Exupéry, dirigida por Stanley Donen y protagonizada por Gene Wilder y Bob Fosse.[4]
- 1976: El pájaro azul, dirigida por George Cukor y protagonizada por Elizabeth Taylor. Versión para cine de El pájaro azul (1909), la novela de Maurice Maeterlinck (1862-1949).[5]
- 1978: The mayor of Casterbridge (serie británica de televisión basada en la novela dramática de Thomas Hardy [1840-1928]) como «niño».[6]
- 2000: Límite vertical, en efectos especiales.[7]
- 2000: Gladiator, en efectos especiales.[8]
- 2002: Johnson County War, como Spade.[9]

## Premios y distinciones
Premios Óscar
| Año  | Categoría                | Película    | Resultado |
| ---- | ------------------------ | ----------- | --------- |
| 2016 | Mejores efectos visuales | The Martian | Nominado  |